# Naro Moru
Naro Moru är en ort i distriktet Nyeri i provinsen Central i Kenya. År 1999 hade staden 2 643 invånare.